# Netmaag
De netmaag (Latijn: reticulum) is de tweede van de vier magen bij herkauwers. De eerste is de pens.
De netmaag wordt zo genoemd, omdat de wand van deze maag op een (vis)net lijkt. De netmaag vormt een geheel met de pens. In de netmaag liggen zowel de ingang van de slokdarm als de uitgang naar de boekmaag. De netmaag is een belangrijk orgaan voor het transport van de voedselbrij in de voormagen. Door zich te ontspannen zuigt de netmaag kleine voedseldeeltjes aan, terwijl bij een samentrekking voerdeeltjes en vloeistof via de boekmaagopening worden afgevoerd of opnieuw over de voedselbrij in de pens worden gegoten. De netmaag speelt ook een rol bij het vormen van een herkauwbolus, die via de ingang van de slokdarm daarin terug wordt geduwd. De slokdarm transporteert de herkauwbolus daarna naar de mondholte waar het voer gedurende circa 1 minuut wordt gekauwd.
Tussen de opening naar de slokdarm en de opening naar de boekmaag bevindt zich de slokdarmsleuf, die wordt omgeven door twee walletjes in de netmaagwand. Bij jonge kalfjes sluiten deze walletjes bij het drinken van melk zich tegen elkaar aan en ontstaat er een buis tussen slokdarm en boekmaag. Omdat de boekmaag bij het kalf nog niet ontwikkeld is, stroomt de melk door deze zogenaamde slokdarmsleufreflex rechtstreeks van de mond naar de lebmaag. Deze reflex verdwijnt tijdens de ontwikkeling van het kalf, waardoor bij oudere dieren het voedsel steeds in de pens terechtkomt.